# Berkshire and Hampshire Extension Railway
Die Berkshire and Hampshire Extension Railway  war eine Eisenbahngesellschaft in England in der Grafschaft Berkshire, westlich von London. 
Die Gesellschaft erhielt am 13. August 1859 das Recht zum Bau einer Bahnstrecke von Hungerford nach Devizes. Damit wurde die bereits bestehende Verbindung der Berkshire and Hampshire Railway von Reading nach Hungerford verlängert. Die Strecke wurde am 11. November 1862 in Betrieb genommen. Die Great Western Railway übernahm die Gesellschaft am 10. August 1882.